# Міжнародне агентство з атомної енергії
Міжнародне агентство з атомної енергії (МАГАТЕ, англ. International Atomic Energy Agency, IAEA) — міжнародна організація, яка прагне сприяти мирному використанню ядерної енергії та перешкоджати її використанню в будь-яких військових цілях, зокрема в ядерній зброї. МАГАТЕ було створено як автономну організацію 29 липня 1957 року, попри те, що вона незалежно від ООН за допомогою свого власного міжнародного договору, статуту МАГАТЕ, звітує Генеральній Асамблеї та Раді Безпеки.
МАГАТЕ, розташоване у Відні, обстає як міжурядовий форум для науково-технічного співробітництва в галузі мирного використання ядерних технологій та ядерної енергії в усьому світі. Програми МАГАТЕ сприяють розвитку мирного застосування ядерної енергії, науки та технологій, забезпечують міжнародні гарантії проти неправомірного використання ядерних технологій та матеріалів, а також сприяють розвитку стандартів ядерної безпеки (включно радіаційний захист) та їх реалізації.
Водночас організацію підозрюють у підтримці терористичної діяльності Ірану, Росії.

## Мета та напрямки діяльності
Статут Міжнародної агенції з атомної енергії (МАГАТЕ) ухвалили 26 жовтня 1956 року на міжнародній конференції, яку проводили в штаб-квартирі ООН. Агентство почало існувати у Відні з 29 липня 1957 року. 14 листопада 1957 року Генеральна Асамблея ухвалила угоду щодо відносин між МАГАТЕ і ООН.
Згідно зі Статутом двома основними цілями діяльності МАГАТЕ є контроль за мирним використанням атомної енергії і забезпечення того, що допомогу МАГАТЕ не буде використано у військових цілях.
МАГАТЕ встановлює стандарти ядерної безпеки і захисту довкілля, надає країнам-членам технічну допомогу, а також заохочує обмін науковою і технічною інформацією щодо ядерної енергії.
Однією з важливих функцій Агентства є забезпечення того, що ядерні матеріали і обладнання прямого та подвійного використання не використовуватимуть для військових цілей. Система гарантій МАГАТЕ базується на суворому контролі за використанням ядерних матеріалів, які здійснюють на місцях інспектори МАГАТЕ.
МАГАТЕ надає поради і практичну допомогу урядам різних країн щодо здійснення програм використання атомної енергії. Головна ціль цих програм — сприяти передачі навичок і знань для того, щоб країни могли здійснювати атомні програми ефективніше і безпечніше. Агентство пропонує радників й обладнання, навчає спеціалістів.
МАГАТЕ збирає інформацію стосовно кожного аспекту ядерних технологій і поширює її за допомогою своєї Міжнародної ядерної інформаційної системи у Відні. Разом з ЮНЕСКО Агентство керує Міжнародним центром теоретичної фізики в Трієсті, Італія, а також утримує три лабораторії для вивчення можливого практичного застосування принципів ядерної фізики. Агентство співпрацює з ВОЗ щодо проблем використання радіації в медицині і біології.
Основні напрямки діяльності:
1. Ядерна енергетика, паливний цикл та ядерна наука (програма ІНПРО, технології ядерного паливного циклу та матеріалів, створення потенціалу та збереження ядерних знань для стійкого енергетичного розвитку, сприяння розвитку різних галузей ядерної науки);
2. Ядерні застосування у сферах безпеки продовольства та в сільському господарстві, для охорони здоров'я (ракові захворювання, томографія), забезпечення водних ресурсів, для оцінки та раціонального використання морського та наземного середовища, виробництво медичних радіоізотопів та радіаційні технології, управління технічним співробітництвом у цілях розвитку.
3. Ядерна та фізична ядерна безпека (безпека ядерних установок, радіаційна безпека та безпека перевезень, поводження з радіоактивними відходами, фізична ядерна безпека, готовність на реагування у випадку інцидентів та аварійних ситуацій);
4. Ядерна перевірка (застосування системи гарантій МАГАТЕ, імплементація гарантій Агентства в Ірані, Сирії та КНДР).
5. Регулярний бюджет МАГАТЕ складає близько 340 млн євро і формується з обов'язкових та добровільних внесків країн-членів. Фонд технічного співробітництва Агентства складає майже 100 млн євро добровільних внесків країн.

### Нерозповсюдження ядерної зброї
Найважливіший напрям діяльності МАГАТЕ — забезпечення нерозповсюдження ядерної зброї. У 1968 році 102 країни уклали Договір про нерозповсюдження ядерної зброї (ДНЯЗ). За Договором про нерозповсюдження ядерної зброї на МАГАТЕ покладена перевірка виконання зобов'язань його учасників. Контрольні функції Агентства — так звані гарантії МАГАТЕ — мають за мету не допустити в країнах, що не володіють ядерною зброєю, переключення ядерних матеріалів з мирного застосування на створення ядерної зброї. Так, наприклад, 30 жовтня 2023 року, за повідомленням Міненерго, МАГАТЕ завершило проведення неоголошеної інспекції в Україні на Рівненській АЕС. Перевірку здійснили інспектори Агентства за участі інспектора Держатомрегулювання з метою перевірки відсутності незаявлених ядерних матеріалів. Перевірка може відбуватися тільки на основі угоди з державою, в якій повинна проводитися інспекція. Укладання угоди з МАГАТЕ про застосування гарантій є обов'язковим для держав, що не володіють ядерною зброєю та приєднались до ДНЯЗ, і обумовлене статтею III ДНЯЗ. Повномасштабний контроль МАГАТЕ за всіма ядерними матеріалами в усій мирній ядерній діяльності розповсюджується на десятки країн світу, включаючи держави з розвиненою ядерною промисловістю. У добровільному порядку під гарантії Агентства поставили також окремі ядерні установки США, Велика Британія, Франція, Китай, Росія. Досі діє 225 угод про гарантії зі 141 державою.

## Структура організації
Керівними органами МАГАТЕ є Генеральна конференція, Рада керівників, Секретаріат. В структурі Секретаріату МАГАТЕ налічується шість департаментів: ядерної енергії (займається питаннями ядерної енергетики, паливного циклу та поводження з відходами), ядерної безпеки (ядерна безпека, фізична ядерна безпека та захищеність, радіаційна безпека та безпека відходів), ядерних наук та застосувань (використання ядерних технологій у мирних цілях), гарантій (перевірка мирного використання ядерної енергії), технічного співробітництва (національні, регіональні та міжнародні програми) та управління (бюджетно-фінансові питання, менеджмент персоналу, юридична та адміністративна підтримка). Станом на квітень 2015 року в Секретаріаті Агентства працює близько 2 500 співробітників.
Генеральна конференція — найвищий орган агентства. Складається з представників всіх країн, що входять в організацію, обирає Раду керівників і контролює роботу секретаріату, обирає генерального директора.
Генеральна конференція скликається один раз на рік.
Рада керівників складається з 35 розпорядних директорів, є виконавчим органом агентства. Він правомочний ухвалювати рішення, обов'язкові для виконання всіма країнами-членами МАГАТЕ. Рада керівників зазвичай збирається п'ять разів на рік: в березні, червні, двічі в вересні (до і після Генеральної конференції) та в грудні. 28 вересня 2023 року, згідно повідомлення Президента України Володимира Зеленського, Україна була обрана членом Ради керуючих МАГАТЕ на 2023-2025 роки.
Секретаріат — адміністративний орган, має в своєму складі відділ ядерної енергії і безпеки, що відає питаннями ядерної енергетики і реакторів, ядерною безпекою, захистом довкілля і науково-технічною інформацією, відділ наукових досліджень ізотопів, відділ технічної співпраці і відділ адміністрації. На Секретаріат, який очолює Генеральний директор, покладається обов'язок здійснення програми МАГАТЕ після її затвердження Радою і Генеральною конференцією.
Генеральний директор обирається строком на 4 (чотири) роки.
Штаб-квартира МАГАТЕ розташована у Відні (Австрія). Крім того, МАГАТЕ має регіональні відділення в Торонто (Канада), Женеві (Швейцарія), Нью-Йорку (США) і Токіо (Японія), лабораторії в Австрії, Монако і дослідницький центр в Трієсті (Італія), яким управляє ЮНЕСКО.
Департамент гарантій, створений в рамках Секретаріату МАГАТЕ, забезпечує контроль за ядерними установками і матеріалами шляхом вивчення відповідних облікових документів, перевірки роботи операторів на ядерних установках, проведення вибіркових вимірювань в «ключових точках» установок. З цією метою широко практикується напрямок інспекторів на місця.

## Генеральні директори МАГАТЕ
| Ім'я                 | Країна    | Термін перебування на посту       |
| -------------------- | --------- | --------------------------------- |
| Коул Стерлінг        | США       | 1 грудня 1957 — 30 листопада 1961 |
| Сігвард Еклунд       | Швеція    | 1 грудня 1961 — 30 листопада 1981 |
| Ганс Блікс           | Швеція    | 1 грудня 1981 — 30 листопада 1997 |
| Мухаммед аль-Барадаї | Єгипет    | 1 грудня 1997 — 30 листопада 2009 |
| Амано Юкія           | Японія    | 1 грудня 2009 — 22 липня 2019     |
| Рафаель Гроссі       | Аргентина | 1 грудня 2019 — дотепер           |

З 1997 року організацію очолював Мухаммед аль-Барадаї (Mohamed ElBaradei) — професійний дипломат з Єгипту. На це пост він був переобраний двічі — в 2001 і 2005 роках.
2 липня 2009 Рада керівників Міжнародного агентства з атомної енергії вибрала новим гендиректором організації японця Юкіо Амано.
3 грудня 2019 року новим директором МАГАТЕ, після раптової смерті Амано, став Рафаель Гроссі. У березні 2023 року, Рада керівників Міжнародного агентства з атомної енергії переобрала Рафаеля Гроссі на посаду генерального директора організації на термін до 2 грудня 2027 року.

### Засоби аналізу і оцінки безпеки
У різні роки МАГАТЕ розробило наступні засоби аналізу і оцінки безпеки:
- Система звітів по інцидентах на АЕС (англ. IRS — Incident Report System). Ця система містить у собі збирання, систематизацію та аналіз аварій і інцидентів, що відбулись на ядерних установках країн-членів МАГАТЕ.
- Міжнародна шкала ядерних подій (англ. INES — International Nuclear Event Scale). Ця шкала поділяється на 7 рівнів (а також нульовий) класифікації подій і дозволяє оцінити ступінь їх важливості з погляду ядерної безпеки.
- Група аналізу експлуатаційної безпеки (англ. OSART — Operating Safety Analysis Review Team). Місії OSART мають на меті підвищити експлуатаційну безпеку АЕС за рахунок обміну досвідом експлуатації, накопиченим в світі. Ця група включає до свого складу експертів і фахівців в галузі атомної енергії країн-членів МАГАТЕ, які використовують  Керівництва OSART  для проведення оцінки. Такі місії проходять на різних АЕС світу, тривають зазвичай 3 тижні, і на підставі проведеної оцінки розробляється звіт, що містить опис позитивної практики експлуатації (що визнається таким чином на міжнародному рівні), а також пропозиції та рекомендації.
- Група аналізу подій, важливих з точки зору безпеки (англ. ASSET — Assessment of Safety Significative Event Team). Це міжнародна група експертів, яка виявляє корінні причини важливих з точки зору безпеки подій, обраних експлуатуючою організацією і національними органами нагляду за безпекою, а також пропонує коригувальні заходи за цими подіями.

### Керівництва і рекомендаційна нормативна документація
МАГАТЕ розробляє також керівництва і рекомендаційну нормативну документацію:
- Норми з ядерної безпеки (англ. NUSS — Nuclear Safety Standards). Ці норми стосуються урядових структур, що забезпечують експлуатацію та нагляд за безпекою АЕС, а також вибір майданчиків під будівництво АЕС, проєктування, будівництво і забезпечення якості. Ці норми розроблені робочими групами, що складаються з експертів різних країн-членів МАГАТЕ. Норми мають рекомендаційний характер, оскільки Агентство не має права нав'язувати те, що знаходиться у віданні національних органів, проте національні норми більшості країн світу містять приписи, еквівалентні нормам NUSS.
- Міжнародна консультативна група з ядерної безпеки (англ. INSAG — International Nuclear Safety Advisory Group). Ця група радників при Генеральному Директора МАГАТЕ випустила ряд звітів:
  - INSAG-1 — перший звіт INSAG, який був написаний в серпні 1986 року, після аварії на Чорнобильській АЕС. У цьому звіті як основні причини аварії вказувалися численні порушення інструкцій і помилки персоналу поряд з недотриманням  культури безпеки .
  - INSAG-3 — «Основні принципи безпеки для атомних станцій», 1988 р.
  - INSAG-4 — документ, що визначає суть  культури безпеки , 1991 р.
  - INSAG-7 — звіт, присвячений уточненню причин чорнобильської аварії. Зокрема, в ній підкреслюється, що конструктивні недоліки реактора і органів СУЗ сприяли вчиненню помилок персоналом, 1992 р.

## Бюджет організації
МАГАТЕ регулярний бюджет на 2010 рік становить € 315 400 000.
Регулярний бюджет 2010 євро (€)
| № п/п | Стаття                                                         | Сума        |
| ----- | -------------------------------------------------------------- | ----------- |
| 1.    | Ядерна енергетика, паливний цикл і ядерні                      | 31 790 659  |
| 2.    | Ядерні методи для розвитку та охорони навколишнього середовища | 36 551 831  |
| 3.    | Ядерна безпека                                                 | 29 549 050  |
| 4.    | Ядерна перевірка                                               | 121 542 584 |
| 5.    | Управління та адміністративні послуги                          | 77 594 649  |
| 6.    | Управління технічного співробітництва в цілях розвитку         | 18 455 888  |
|       | Разом за програмами Агентства                                  | 315 484 661 |

## Країни-учасниці
Станом на 4 квітня 2023 року до організації входить 177 членів. 2022 року, під час повномасштабного вторгнення РФ до України і численних неправдивих даних, презентованих МАГАТЕ під тиском Росії, міністр клімату та довкілля Польщі Анна Москва декілька разів запропонувала виключити РФ з МАГАТЕ до моменту «дерусифікації та демілітаризації» окупованих територій України.

## Діяльність в Україні
МАГАТЕ здійснює постійний міжнародний контроль за діяльністю АЕС України, періодично надаючи необхідні звіти та рекомендації. Особлива увага приділяється стану Запорізької АЕС, найбільшого в Європі ядерного об'єкта, захопленого в результаті акту ядерного тероризму Росії під час російсько-української війни.

### Підтримка міжнародних проєктів на тимчасово окупованих територіях України
МАГАТЕ неодноразово публічно декларувала прихильність територіальній цілісності України. Проте, після початку повномасштабної війни Росії проти України, МАГАТЕ вже не раз критикували з боку української влади за зайву толерантність до російських спроб використовувати ядерні об'єкти на окупованих українських територіях у військових цілях. В жовтні 2024 року, на сторінках видання Радіо Свобода було опубліковано матеріали розслідування згідно яких МАГАТЕ підтримувала, в тому числі й фінансово, декілька проєктів на тимчасово окупованих територіях України, а саме:
- дослідження тимчасових тенденцій забруднення у прибережних російських районах Чорного моря за допомогою ядерних та інших аналітичних методів  (IAEA Research Agreement No: 20867/R0);
- вивчення міграції птахів та поширення пташиного грипу за допомогою ізотопного аналізу (IAEA Research Contract No: 22555);
- регіональний тренінговий курс з фізики брахітерапії (один із видів радіотерапії для лікування раку передміхурової залози), в якому місце роботи учасників семінару з Донецька було позначено як Regional Antitumor Centre, Donetsk, Russian Federation.

### Оцінка пошкоджень та допомога в запобіганні аварій на інших територіях України
3 лютого 2025 року до України з візитом прибув генеральний директор МАГАТЕ Рафаель Гроссі. Це вже його одинадцятий візит в Україну за час повномасштабної війни. Очільник МАГАТЕ зазначив, що відвідає Київську підстанцію, щоб оцінити пошкодження та допомогти запобігти ядерній аварії. «Все більш вразлива мережа становить зростаючий ризик для всіх атомних електростанцій, а не лише для Запорізької АЕС», - повідомив він.

## Нобелівська премія
МАГАТЕ і Мухаммед аль-Барадаї отримали Нобелівську премію миру у 2005 р. «За зусилля по запобіганню використання атомної енергії у військових цілях і з забезпечення її застосування в мирній справі в максимально безпечних умовах».